# Greensboro Monarchs
Die Greensboro Monarchs waren ein US-amerikanisches Eishockeyfranchise aus Greensboro, North Carolina. Die Spielstätte der Monarchs war das Greensboro Coliseum.

## Geschichte
Das Franchise wurde im Jahr 1989 gegründet und nahm seinen Spielbetrieb in der East Coast Hockey League auf. Cheftrainer wurde Jeff Brubaker, der in seiner Karriere in der NHL aktiv war. Die Monarchs erreichten in ihrer ersten Saison bereits die Playoffs und gewannen auch den Riley Cup in den Finalspielen gegen die Winston-Salem Thunderbirds. Wade Flaherty, der später auch in der NHL spielte, wurde als erster Spieler der Monarchs zum MVP gewählt. In den folgenden Jahren war das Team nicht mehr ganz so erfolgreich. Zwar erspielten sich die Monarchs in der regulären Saison meist deutlich mehr Siege, doch in den Play-offs gelang es ihnen nicht mehr den Riley Cup zu gewinnen. Die beste Bilanz erreichte das Team in der Spielzeit 1991/92, in der man in den Play-offs in der dritten Runde ausschied, jedoch mit 43 Siegen und nur 17 Niederlagen eine überzeugende Regular Season gespielt hatte. In der Spielzeit 1994/95 erreichten die Greensboro Monarchs noch einmal das Finale der Play-offs, scheiterten allerdings gegen die Richmond Renegades. Im Anschluss wurde das Franchise aufgelöst.

## Team-Rekorde

### Karriererekorde
Spiele: 303  Phil Berger
Tore: 232  Phil Berger
Assists: 300  Phil Berger
Punkte: 532  Phil Berger
Strafminuten: 756  Phil Berger

## Bekannte Spieler
- Dan Bylsma
- Daniel Doré
- Wade Flaherty
- Jean-François Jomphe
- Mike McKee
- Davis Payne
- Sean Pronger
- Pēteris Skudra
- Jeremy Stevenson
- Edward Ward
- Nick Vitucci